# Бондарево (Воронежская область)
Бондарево — село в Кантемировском районе Воронежской области России. Расположено в 38 км от районного центра Кантемировки.
Административный центр Бондаревского сельского поселения. Ему подчинено село Волоконовка.

## География

### Улицы
- ул. Базарная,
- ул. Красина,
- ул. Молодёжная,
- ул. Полевая,
- ул. Садовая,
- ул. Солнечная,
- ул. Школьная.

## История
Своё название село получило от фамилии первооснователя Бондарева, прибывшего сюда из слободы Новобелая (находится в 12 км западнее).
Каменная Николаевская церковь в селе поставлена в 1831 году. При ней возникла приходская школа. В 1900 году в слободе было около 200 домов, проживало более 1,5 тысячи человек, имелась школа, здание волостного правления, несколько лавок и трактир.
Советская власть установлена весной 1918 года. В годы коллективизации возник колхоз, ныне преобразованный в товарищество с ограниченной ответственностью «Луч».
В центре села имеется братская могила — захоронение воинов различных частей 6-й армии Воронежского фронта. На могиле установлена скульптурная группа: два солдата (один из которых преклонил колено) дают клятву у Знамени. В могиле захоронено 15 человек. По состоянию на 1995 год, в селе 350 дворов и 935 жителей, имеется сельский клуб, школа и магазин.

## Население
| 1900 | 1995  | 2010  |
| ---- | ----- | ----- |
| 1500 | ↘ 935 | ↘ 808 |

## Бондарево сегодня
В 2013 году в селе открыт маслоперерабатывающий цех, 25 августа 2014 года — новый фельдшерско-акушерский пункт, а в ноябре 2015 года снова заработали молочные фермы. Обновлено дорожное покрытие в центре села.

## Известные жители и уроженцы
- Буванова, Александра Александровна (1924—2017) — советский акушер-гинеколог, главный врач родильной больницы № 1 города Чимкента (ныне — Шымкент), Герой Социалистического Труда (1969).

## Фотогалерея

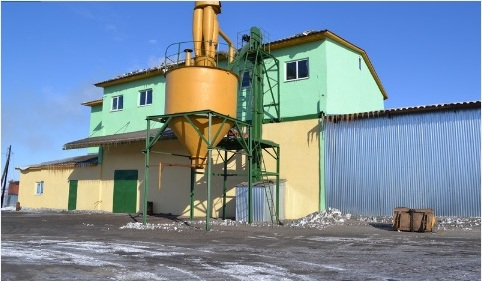
Маслоперерабатывающий цех
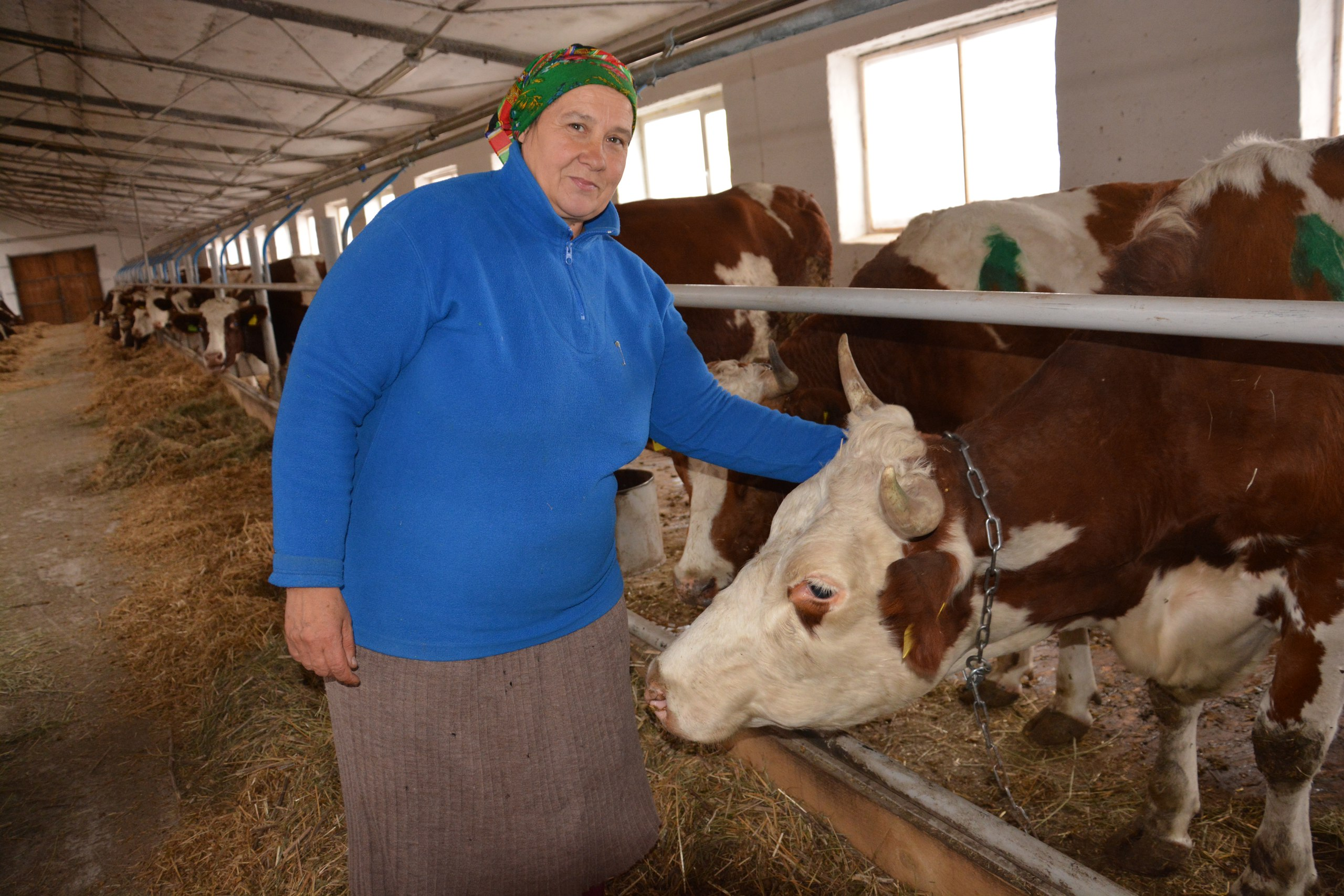
Молочные фермы
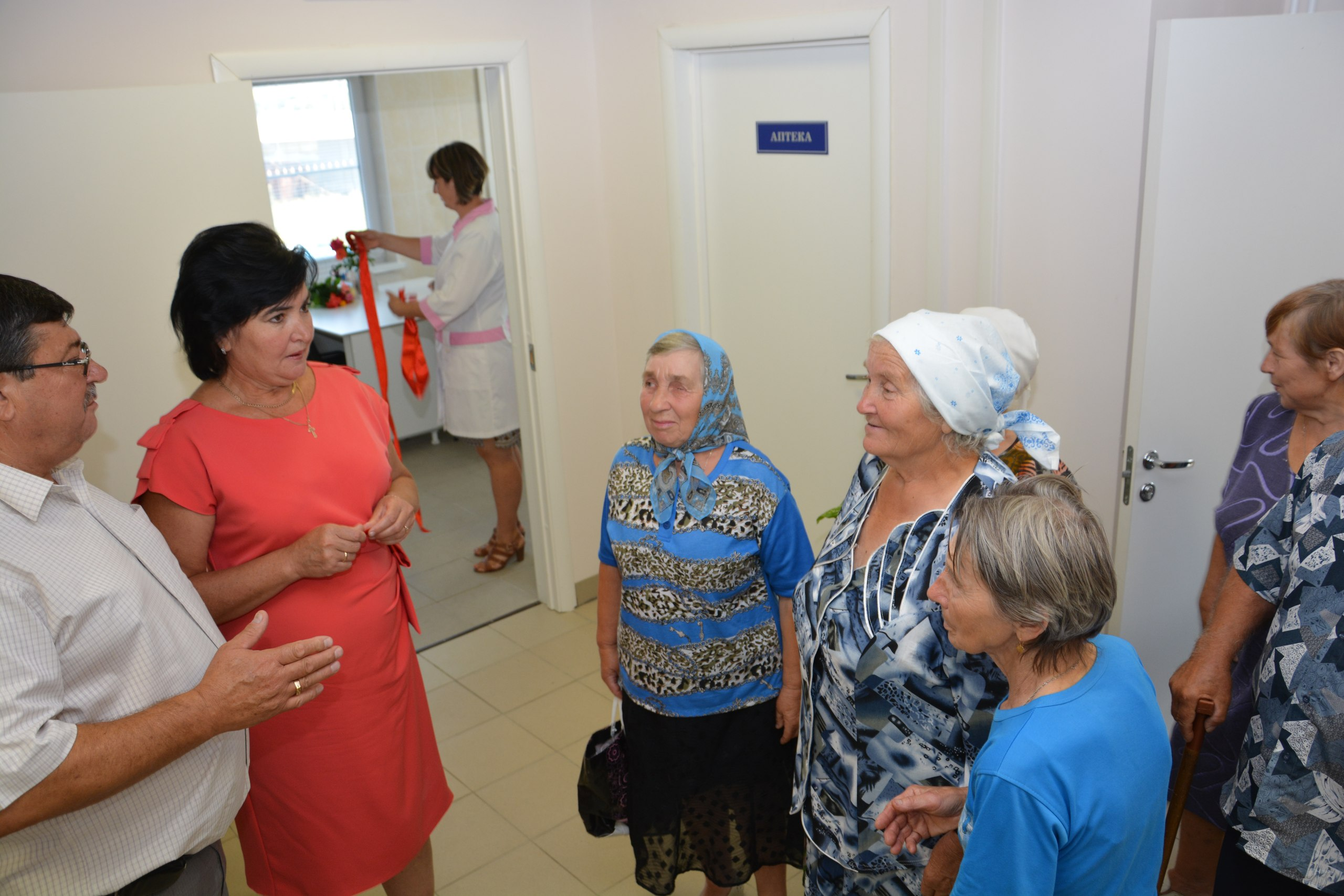
Фельдшерско-акушерский пункт